# Olympische Winterspiele 1968/Teilnehmer (Libanon)
| Gelbes Symbol für Goldmedaillen mit stilisierten Olympischen Ringen | Graues Symbol für Silbermedaillen mit stilisierten Olympischen Ringen | Braundes Symbol für Bronzemedaillen mit stilisierten Olympischen Ringen |
| ------------------------------------------------------------------- | --------------------------------------------------------------------- | ----------------------------------------------------------------------- |
| —                                                                   | —                                                                     | —                                                                       |

Der Libanon nahm an den X. Olympischen Winterspielen 1968 im französischen Grenoble mit einer Delegation von drei männlichen Athleten in einer Disziplin teil. Ein Medaillengewinn gelang keinem der Athleten.

## Teilnehmer nach Sportarten

### Ski Alpin
Männer
- Nagib Barrak
Riesenslalom: 81. Platz (4:38,90 min)
Slalom: im Vorlauf ausgeschieden

- Moussa Jaalouk
Riesenslalom: 80. Platz (4:33,43 min)
Slalom: im Vorlauf ausgeschieden

- Ghassan Keyrouz
Riesenslalom: 85. Platz (4:47,19 min)
Slalom: im Vorlauf ausgeschieden